# Krajenki
Krajenki – wieś w Polsce położona w województwie kujawsko-pomorskim, w powiecie tucholskim, w gminie Kęsowo przy drodze wojewódzkiej nr 241 i na trasie zawieszonej linii kolejowej Tuchola-Koronowo.
W latach 1975–1998 miejscowość administracyjnie należała do województwa bydgoskiego.
W 1907 r. w Krajenkach urodził się błogosławiony o. Hilary Januszewski, przeor klasztoru Karmelitów na Piasku w Krakowie, męczennik II wojny światowej.